# 里奥洛沃斯
里奥洛沃斯，是西班牙埃斯特雷马杜拉卡塞雷斯省的一个市镇。总面积50平方公里，总人口1464人（2001年），人口密度29人/平方公里。